# Веслоносові
Веслоносові (Polyodontidae) — родина риб ряду осетроподібних.
Тіло голе або вкрите дуже дрібними, розрізненими шипиками. Жучок немає. Рило сильно видовжене, на його нижній стороні два дуже коротких вусики. На щелепах дрібні зуби. За типом живлення — планктонофаг, плавають з відкритим ротом. Поширений в прісних водах Північної Америки та Китаю.

## Класифікація
В родині 3 підродини з 5 родами, з яких 3 викопні, та 2 сучасні види:
- Підродина Protopsephurinae †[2]
  - Рід Protopsephurus †[3]
    - Protopsephurus liui † — 130—112 млн років тому[4]
- Підродина Paleopsephurinae †[5]
  - Рід Paleopsephurus †[6]
    - Paleopsephurus wilsoni † — 83,5—60,2 млн років тому[7]
- Підродина Polyodontinae[8]
  - Рід Psephurus — Китайський веслоніс
    - Psephurus gladius — Веслоніс китайський, псефур

  - Триба Polyodontini[9]
    - Рід Crossopholis †[10]
      - Crossopholis magnicaudatus †[11]

    - Рід Polyodon — Веслоніс, також Північноамериканський веслоніс
      - Polyodon tuberculata †[12]
      - Polyodon spathula — Веслоніс американський